# Sebastian Kaps
Sebastian Kaps (* 26. August 1956 in Halberstadt) ist ein deutscher Landschaftsfotograf und Autor.

## Leben
Er wurde in Halberstadt als Sohn der Schauspielerin Ellen-Jutta Poller und des Schauspielers Helmut Kaps-Zurmahr geboren. Da beide Eltern am Anhaltischen Theater als Schauspieler tätig waren, zog die Familie 1962 nach Dessau, wo Sebastian Kaps seitdem lebt und arbeitet.
Sebastian Kaps ist der Bruder der Schauspielerin Beatrice Kaps-Zurmahr. 1973 begann er eine Ausbildung bei dem Dessauer Fotografen Karl Elze und schloss diese im Jahr 1975 ab. 1984 legte Kaps eine Meisterprüfung als Fotograf ab und eröffnete danach sein eigenes Atelier im Januar 1985.
2009 erhielt Sebastian Kaps den ersten Preis in der Kategorie Best Portfolio mit einer Fotoserie über den winterlichen Georgengarten in Dessau bei dem Wettbewerb International Garden Photographer of the Year (kurz IGPOTY).
Sebastian Kaps ist verheiratet und hat zwei Kinder.

## Auszeichnungen
- 2009 – Best Portfolio beim International Garden Photographer of the Year (kurz IGPOTY) in London UK[4]

## Publikationen

### Bücher (Fotos und Herausgeber)
- Sebastian Kaps: Das Dessau Wörlitzer Gartenreich – Fotografien von Sebastian Kaps. Hrsg.: Sebastian Kaps. 1. Auflage. Dessau 2021, ISBN 978-3-00-070383-6.

### Bücher (Fotos)
- Wolfgang Boeckh, Sebastian Kaps: Mitteldeutscher Verlag, Halle 1992, ISBN 978-3-354-00782-6.
- Sebastian Kaps, Volker Ebersbach: Mitteldeutscher Verlag, Halle 1993, ISBN 978-3-354-00809-0.
- Sebastian Kaps, Wolfgang Boeckh: 3. Auflage. Mitteldeutscher Verlag, Halle 1993, ISBN 978-3-354-00782-6.
- Fred Reinke, Sebastian Kaps: Hrsg.: Barbara Schnabel. Bucher, München 1994, ISBN 978-3-7658-0883-8.
- Volker Ebersbach, Sebastian Kaps: Mitteldeutscher Verlag, Halle 1994, ISBN 978-3-354-00815-1.
- Sebastian Kaps, Wolfgang Boeckh: 7. Auflage. Mitteldeutscher Verlag, Halle 1994, ISBN 978-3-354-00782-6.
- Sebastian Kaps, Wolfgang Boeckh: Büchergilde Gutenberg – Lizenz des Mitteldt. Verl., Wien/ Halle/ Frankfurt am Main 1994, ISBN 978-3-7632-4231-3.
- Sebastian Kaps, Erhard Hirsch: Anhaltische Verl.-Ges., Dessau 1994, ISBN 978-3-910192-30-0.
- Sebastian Kaps, Manfred Lemmer: Mitteldeutscher Verlag, Halle 1994, ISBN 978-3-354-00828-1.
- Volker Ebersbach, Sebastian Kaps: Mitteldeutscher Verlag, Halle 1995, ISBN 978-3-354-00853-3.
- Sebastian Kaps, Gerhard Ulbrich Bernd: 1. Auflage. Anhaltische Verl.-Ges., Dessau 1995, ISBN 978-3-910192-31-7.
- Sebastian Kaps, Manfred Lemmer: 2. Auflage. Büchergilde Gutenberg, Lizenz von Mitteldeutscher Verlag, Halle/ Wien/ Frankfurt am Main 1995, ISBN 978-3-7632-4474-4.
- Matthias Frede, Sebastian Kaps: Hrsg.: Aktion Mitteldeutschland e.V. Mitteldeutscher Verlag, Halle 1996, ISBN 978-3-354-00912-7.
- Sebastian Kaps, Volker Ebersbach: Büchergilde Gutenberg, Lizenz des Mitteldt. Verl., Frankfurt am Main/ Wien/ Halle 1996, ISBN 978-3-7632-4318-1.
- Sebastian Kaps, Bernd Gerhard Ulbrich: 1. Auflage. Anhaltische Verl.-Ges., Dessau 1996, ISBN 978-3-910192-48-5.
- Margit Boeckh, Sebastian Kaps: 1. Auflage. Mitteldeutscher Verlag, Halle 2001, ISBN 978-3-89812-086-9.
- Margit Boeckh, Sebastian Kaps: Erg. und überarb. Neuaufl. Auflage. Mitteldeutscher Verlag, Halle 2009, ISBN 978-3-89812-653-3.
- Sebastian Kaps, Michael Pantenius: 1. Auflage. Mitteldeutscher Verlag, Halle 2019, ISBN 978-3-96311-207-2.